# Claudia Quinta

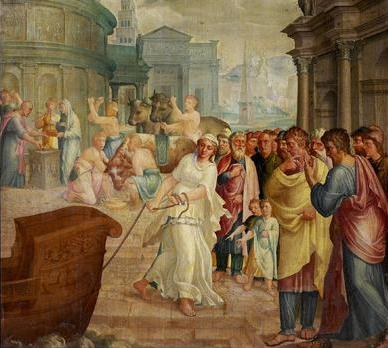
Claudia Quinta, vestida de virgen vestal, remolcando el barco de Cibeles. Pintura de Lambert Lombard.

Claudia Quinta fue una matrona romana del siglo III a. C.

## Llegada de Cibeles a Roma
Claudia dijo haber sido la encargada de traer a la diosa Cibeles –reverenciada como la Gran Madre o Magna Mater– desde su santuario, en la zona griega de Asia Menor, a Roma en el 204 a. C., durante los últimos años de la segunda guerra púnica de Roma contra Cartago. La diosa había sido traída en respuesta a funestos prodigios: la pérdida de una cosecha y el consejo de varios oráculos. La historiografía describe a Claudia Quinta como castissima femina (la más pura o virtuosa mujer) de Roma. Por ello, fue la escogida junto con Publio Cornelio Escipión Nasica, optimus vir (el mejor hombre) de Roma, para dar la bienvenida a la diosa. Algunos rumores acusaban a Claudia de impura; pero se disolvieron cuando el barco que llevaba el ídolo de la diosa –consistente en un aerolito– a través del río Tíber, quedó encallado en un banco de arena y, según cuentan los relatos, la diosa lo liberó como respuesta a los rezos de Claudia. A la llegada de la diosa a Roma, le sucedió una buena cosecha y la victoria de los romanos sobre el líder cartaginés Aníbal. El reporte de la llegada de la diosa Cibeles a Roma y su transformación en Magna Mater ha sido ornamentado con el tiempo con detalles coyunturales. En honor a la diosa se celebraba cada año en Roma la fiesta de las Megalesias.
Estas relatos, y el las festividades de Megalesia, se usaron para promover el culto de la diosa, los valores romanos tradicionales y el estado y reputación de las familias gobernantes de Roma. El reclutamiento de Magna Mater a la causa romana se realizó en un tiempo particularmente inestable en la historia de la ciudad; la elección de Claudia Quinta y Escipión Nasica como los mejores de su clase puede reflejar una muestra de unidad.

## Trascendencia de su figura
La leyenda de Claudia en particular devenía cada vez más fantasiosa y mitificada; y se divagaba sobre quiénes podrían ser considerados sus descendientes. En la era republicana, Cicerón presentó la moralidad de Claudia como ejemplo de pudicitia (virtud sexual). El emperador Claudio reivindicó a Claudia como una antepasada y puede haber promovido su culto, junto al de Magna Mater y su divino consorte Atis.
La mayoría de fuentes antiguas describen a Claudia Quinta como una matrona aristocrática (una mujer casada y cabeza de su casa), quién activamente defendió el bienestar de su país, su reputación personal y la de su familia. Cicerón y otras fuentes más tardías parecen atribuir a Claudia el oficio de vestal. Algunas imágenes de la era imperial temprana y posteriores, la pintan con un traje propio de las vestales, destacándola como un dechado de moralidad y pureza religiosa. Tuvo al menos una estatua en el vestíbulo del templo de Cibeles del monte Palatino.